# Arnica griscomii
Arnica griscomii là một loài thực vật có hoa trong họ Cúc. Loài này được Fernald mô tả khoa học đầu tiên năm 1924.